# Luxemburgi Kunigunda német-római császárné

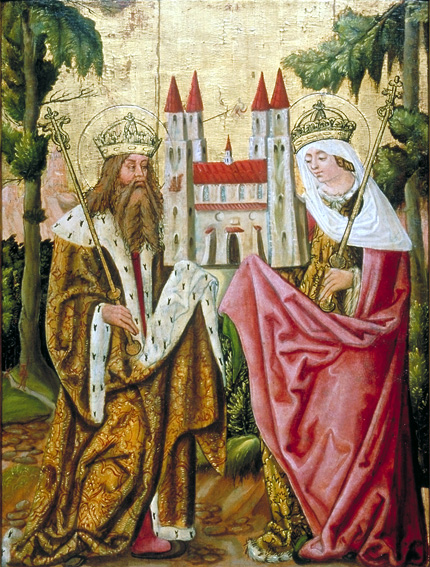
Henrik és Kunigunda

Luxemburgi Kunigunda (975 körül – 1040. március 3.) német-római császárné. A korabeli krónikák szerint Kunigunda először apácának készült, s a II. Henrikkel kötött házasságot ("fehér házasság") soha nem hálták el, ezért is nem lett gyermekük. Az önmegtartóztató, erényes életmód iránt elkötelezett Henrik és Kunigunda csupán a látszat kedvéért állt együtt az oltár elé. Állítólag közös megegyezéssel tartották meg szüzességüket. Történetük szinte pontosan megegyezik kortársuk, Hitvalló Eduárd angol király életének tényeivel, aki ugyancsak megnősült, ám házasságuk fizikai értelemben soha nem teljesedett be, a szentéletű uralkodó kérésére.

## Származása
I. Siegfried luxemburg-i gróf és Nordgau-i Hedvig grófnő tizenegy gyermeke közül a hetedikként. (6 fiú és négy lánytestvére volt.) A szülők 950 körül keltek egybe.
Apai nagyszülei: Lotaringia-i Wigeric, bidgau-i és trier-i palotagróf és Karoling Kunigunda (II. Lajos aquitaniai és nyugat-francia király lányának, Ermentrude-nak az első gyermeke)
Anyai nagyszülei: IV. Eberhard nordgau-i gróf és Lotaringia-i Luitgard grófnő
Kunigunda Charlemagne, azaz Nagy Károly frank és lombard király, s római császár egyik hetedik generációs leszármazottja volt.

## Testvérei
- Henrik (1026-ban hunyt el), 998-tól ő lett I. Henrik néven Luxemburg grófja, 1004-től pedig ő volt Bajorország hercege is, V. Henrik néven, de nem nősült meg, és nem születtek örökösei sem, így halála után címeit unokaöccse, Henrik (öccsének, Frigyesnek a legidősebb fia) örökölte meg tőle, aki így II. Henrik néven gróf lett, VII. Henrikként pedig herceg.
- Siegfried, az ő neve 985-ben felmerül egy korabeli dokumentum sorai közt
- Frigyes (965 – 1019. október 6.), I. Frigyes néven Salm és Moselgau grófja, aki nőül vette Gleiberg-i Ermentrude grófnőt, kitől 9 gyermeke jött világra, öt fiú (Henrik, Frigyes, Giselbert, Adalbéron és Thierry) és négy leány (Ogive, Ermengarde, Oda és Gizella)

- Dietrich (984-ben hunyt el), 964-től haláláig Metz püspöke, ő alapította Metz-ben a Szent Vince Apátságot, s ő koronázta meg 978-ban Károlyt (IV. Karoling Lajos francia király fia), Alsó-Lotaringia hercegét Franciaország királyává, az észak-franciaországi Laon városában.
- Adalberon, Trier későbbi kanonokja
- Gislebert (1004-ben hunyt el), Moselgau későbbi grófja
- Éva, ő Gerard, metz-i gróf felesége lett
- Ermentrude, ő később zárdafőnökasszony lett
- Luitgarde (955 – körülbelül 1003 vagy később), aki 980 májusában hozzáment az akkor körülbelül 25 vagy 30 éves Arnulf, holland-i grófhoz, kinek három örököst, két fiút és egy leányt (Dirk, Siegfried és Adelina) szült frigyük nagyjából 13 éve során
- egy ismeretlen nevű leánygyermek

## Házassága
Röviddel 995 után nőül ment az akkor körülbelül 24 éves, későbbi II. Henrik német-római császárhoz, aki addigra már bajor herceg is volt. Henrik 1002. június 7-én német király lett, 1004. május 15-től pedig itália-i uralkodó volt. A kétszeres király 1014. február 14-én elnyerte még a német-római császári címet is. Úgy tűnik, Kunigunda szintén érdekelt volt a birodalom politikai ügyeiben, s mint hitvese legközelebbi tanácsadója, az asszony is részt vett a birodalmi kormányzat ülésein, s erőteljes befolyást gyakorolt Henrikre, hogy számos birtoka bevételeiből több pénzt áldozzon az egyház támogatására. Az uralkodói házaspár többek között jelentős adományt juttatott a bamberg-i katedrálisnak és kolostornak is.
1014-ben Kunigunda Rómába utazott a férjével, ahol VIII. Benedek pápa ünnepélyesen a házaspár fejére helyezte a császári koronát. A császárné egyszer nagyon súlyosan megbetegedett, s akkor ígéretet tett, ha az Úr megmenti az életét, saját pénzén alapítani fog egy bencés zárdát Kassel városában, hálából, eme csodálatos felépülésért. Amikor végül szerencsésen meggyógyult, azonnal hozzáfogott a kolostor megépíttetéséhez, ám annak befejezését az asszony férje már nem érhette meg, ugyanis a császár 1024. július 13-án, 52 évesen elhunyt.

## Özvegysége
II. Henrik halála után az özvegy, gyermektelen császárnét lényegében kötelezte a birodalom kormányzata arra, hogy a következő uralkodó megválasztásáig vállalja el a régens szerepkörét. Csupán kevesebb, mint két hónapig töltötte be ezt a tisztséget, fivére támogatásával, azonban még az év szeptember 8-án új császár lépett a birodalom élére, az akkor körülbelül 34 esztendős II. (Száli) Konrád személyében. Miután Kunigunda végleg kikerült a politika színteréről, élete utolsó éveit viszonylagos szegénységben töltötte, ugyanis férje és saját vagyonát szinte teljes egészében jótékony célokra adta oda. Pont egy évvel II. Henrik halála után özvegye önként bevonult az általa alapított, bencésrendi apácazárdába, a németországi Hessen tartományban található Kaufungen-i Apátságba. Új lakhelye számára, egyfajta relikviaként felajánlotta az ún. ,, Igaz Kereszt "-et, s ő is fölvette az ottani apácák életmódját, s még a koronaékszereitől is végleg megvált. 
Élete végéig ott maradt a kolostor falai között, teljes visszavonultságban, ahol továbbra is folytatta karitatív, önzetlen tevékenységét. Betegekről gondoskodott, és napjai jó részét áhítatos, csendes imádkozással töltötte. 

## Halála, emlékezete

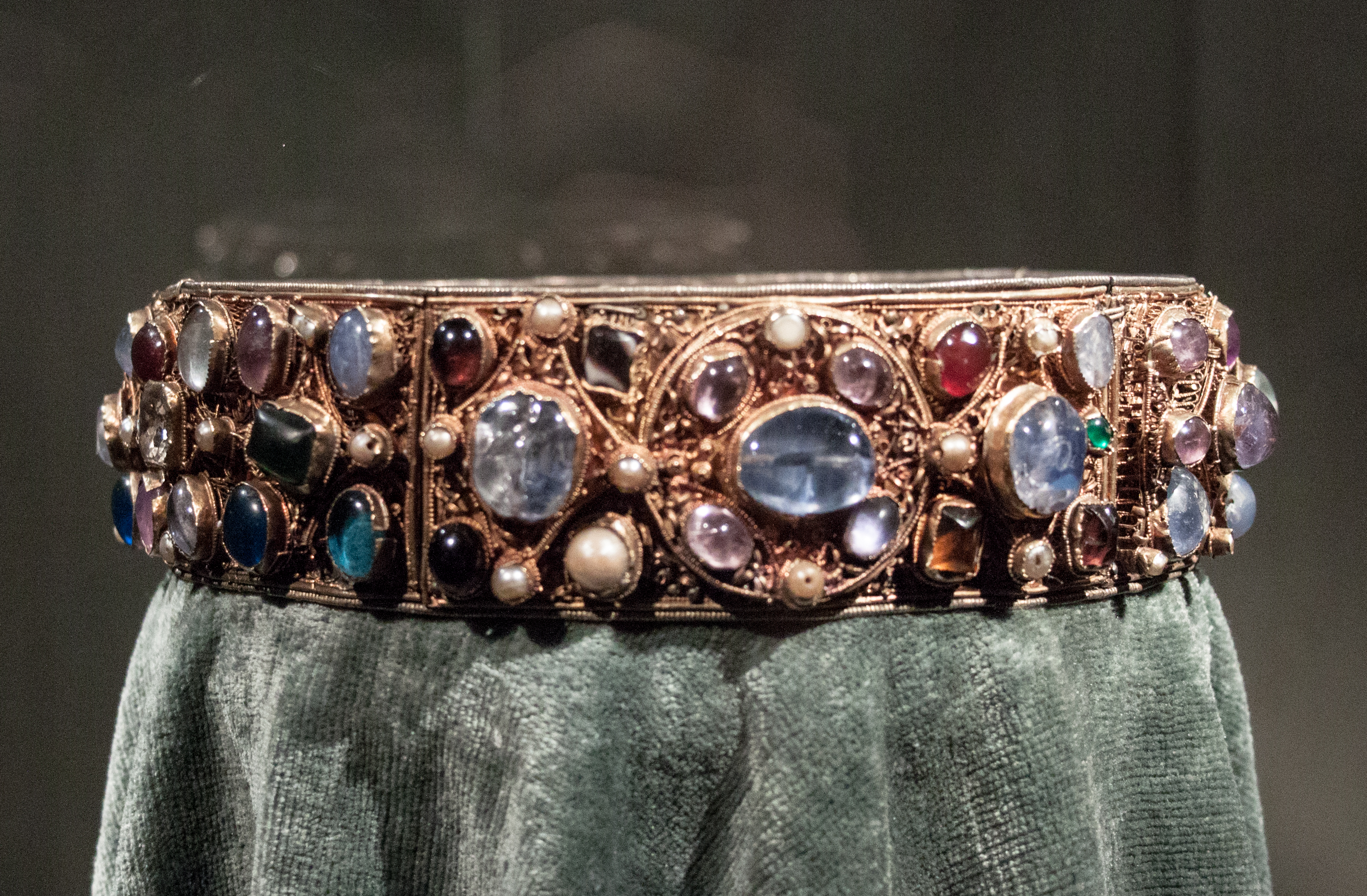
Luxemburgi Kunigundának tulajdonított korona a Münchner Residenz kincstárából
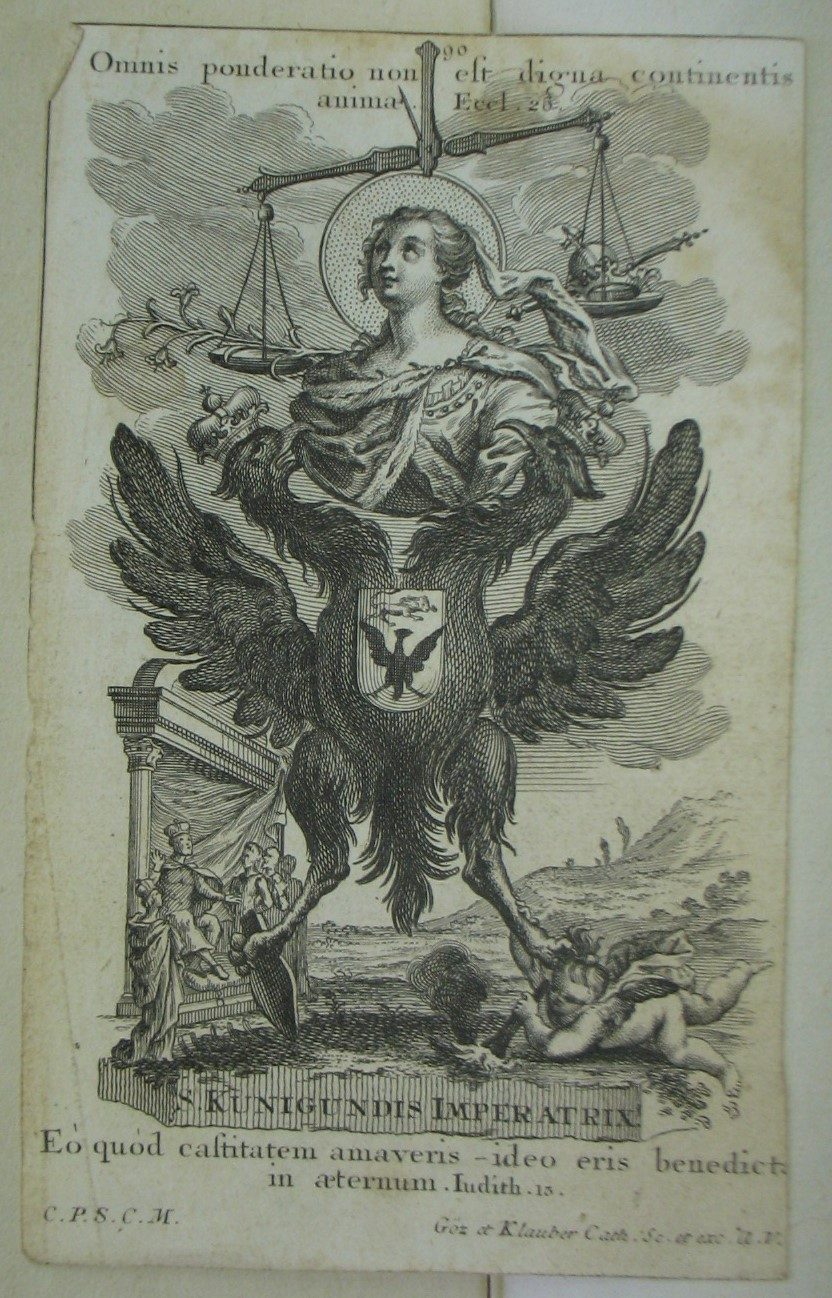

Kunigunda, az egykori császárné 1040. március 3-án, körülbelül 65 évesen távozott az élők sorából, a Kaufungeni Apátság zárdájában.[forrás?] Néhai hitvese, Henrik császár mellé helyezték őt végső nyugalomra, a Bambergi Katedrálisban. III. Ince pápa 1200. március 29-én avatta őt hivatalosan is római katolikus szentté. (Az asszony részletes életrajzát már a kanonizáció előtt elkészítették.) A biográfia és a pápai bulla felsorolja Kunigunda legendás tetteit, jellemzi erényes természetét és leírja a halála után a hívők által megfigyelt, számos csodát is. Egy történet szerint rágalmazói Kunigundát megvádolták azzal, hogy botrányos magatartást tanúsított, ártatlanságát azonban minden kétséget kizáróan bebizonyította az ún. Divine Providence, vagyis az isteni igazságszolgáltatás segítségével. A próba lényege az volt, hogy a császárnénak át kellett sétálnia tüzes vasdarabokon, s ha ezt sérülés nélkül kiállta, az azt jelentette, hogy nem vétkes az adott ügyben. Csodával határos módon Kunigunda igazolta bűntelenségét, amivel férjének is igen nagy örömet okozott.
Szent Kunigunda jelenleg is Luxemburg állam egyik, ha nem a legfontosabb védőszentje. Ünnepnapja minden év március 3-án van.